# Barella a cucchiaio

Funzionamento di una barella cucchiaio.

La barella a cucchiaio è una speciale barella impiegata per la mobilizzazione atraumatica, in ambito extraospedaliero ed emergenza territoriale, di un ferito traumatizzato, generalmente realizzata in polimeri plastici radiotrasparenti per l'esecuzione di esami strumentali imaging RX senza interferire con la qualità delle immagini (attuale evoluzione dai passati modelli in metallo, non radiotrasparenti).
La barella è composta da due valve scomponibili e regolabili in lunghezza, cinghie di fissaggio a sgancio ed aggancio rapido e presidi di immobilizzazione del capo.
Il suo utilizzo prevede le seguenti fasi: immobilizzazione del cranio e del rachide cervicale tramite fermacapo, regolazione della lunghezza con barella posata al lato del ferito, apertura del solo blocco valve inferiore adagiandola con le valve ai lati del paziente (il blocco delle valve superiore agisce come cerniera di movimento), chiusura della barella che quindi accoglie il paziente in maniera atraumatica.
Il suo duplice impiego prevede la movimentazione del paziente dalla superficie alla tavola spinale o ad altri presidi di immobilizzazione definitiva.

## Caratteristiche tecniche
La barella a cucchiaio: le dimensioni della barella a cucchiaio devono essere le seguenti:
- La lunghezza deve essere di almeno 1 650 mm estensibile fino a un minimo di 2 010 mm
- Larghezza: minima 400 mm
- Spessore (chiusa): massimo 90 mm
- Lunghezza (chiusa): massima 1 200 mm
- La massa non deve essere maggiore di 11 kg
- La massa dovrebbe essere il più ridotta possibile
- La capacità di carico deve essere almeno di 150 kg.
- Il telaio della barella a cucchiaio deve avere una struttura robusta e leggera, con impugnature incorporate.
- Deve avere lunghezza regolabile per ricevere pazienti di tutte le taglie.
- Deve essere costruita in modo che le due parti possano essere separate e chiuse per l'uso corrente.
- Le superfici devono essere concave per accogliere il paziente in modo da sostenerlo e ridurre al minimo il movimento laterale.
- Le superfici concave devono essere fissate in modo rigido al telaio.
- Giunti, aperture e guarnizioni devono essere a tenuta.
- Devono essere previste tre cinture di trattenuta paziente ad apertura rapida.